# Erhardt Schroeter
Josef Heinrich Erhardt Schroeter (* 6. August 1889 in Breslau; † 3. Dezember 1956 in Marburg an der Lahn) war ein deutscher Kommunalpolitiker (NSDAP) und von 1934 bis 1938 der dritte Oberbürgermeister der sächsischen Stadt Freital.

## Leben
Der promovierte Jurist Schroeter war zuvor Bürgermeister von Limbach und trat zum 1. Februar 1934 die Nachfolge des Sozialdemokraten Gustav Klimpel als Oberbürgermeister Freitals an, der nach der nationalsozialistischen Machtergreifung im Vorjahr entlassen worden war. Kommissarisch war die Stadtverwaltung seitdem durch Franz Baumgarten geleitet worden. Schroeter trieb insbesondere den Siedlungsneubau in Freital voran und während seiner Amtszeit stellte sich eine wirtschaftliche Erholung ein.
Im Frühjahr 1938 wurde Schroeter aufgrund homosexueller Handlungen wegen widernatürlicher Unzucht angezeigt und im Mai am Oberlandesgericht Dresden zu einem Jahr und neun Monaten Gefängnis verurteilt. Er verbrachte seine Strafe vom 14. September 1938 bis zum 27. Mai 1940 in Bautzen, zuvor war er an der Ostbahnstraße in Dresden inhaftiert. Bernhard Johannes Klare folgte ihm im Mai 1939 auf dem Posten des Freitaler Oberbürgermeisters. Nach seiner Freilassung versuchte Schroeter, eine Anstellung beim Bodenamt für Böhmen und Mähren in Prag zu erhalten, die aufgrund seiner Vorstrafe nicht zustande kam. Im November 1942 übersiedelte er nach Amsterdam.
Nach Ende des Zweiten Weltkrieges lebte Schroeter im hessischen Marburg, wo er 1956 starb.